# Picasso (film 1969)
Picasso è un film del 1969 diretto da Edward Quinn e basato sulla vita del pittore spagnolo Pablo Picasso.